# NCIS: Los Angeles (8.ª temporada)
Em 14 de maio de 2016 a CBS renovou NCIS: Los Angeles para a sua Oitava temporada.

## Elenco
| Ator/atriz           | Personagem              | Cargo                            |
| -------------------- | ----------------------- | -------------------------------- |
| Chris O'Donnell      | G. Callen               | Agente especial do NCIS          |
| LL Cool J            | Sam Hanna               | Agente Especial do NCIS          |
| Daniela Ruah         | Kensi Blye              | Agente Especial do NCIS          |
| Eric Christian Olsen | Marty Deeks             | Detetive de Ligação LAPD - NCIS  |
| Linda Hunt           | Henrietta "Hetty" Lange | Gerente de Operações do NCIS     |
| Barrett Foa          | Eric Beale              | Operador técnico do NCIS         |
| Renée Felice Smith   | Nell Jones              | Analista de Inteligência do NCIS |
| Miguel Ferrer        | Owen Granger            | Sub-Diretor do NCIS              |

## Episódios
| Sequência | Episódios | Título                       | Direção             | Escrito por                          | Data de exibição        | Audiência EUA (em milhões) |
| --- | --------- | ---------------------------- | ------------------- | ------------------------------------ | ----------------------- | -------------------------- |
| 169 | 1         | "High-Value Target"          | Tawnia McKiernan    | R. Scott Gemmill                     | 25 de setembro de 2016  | 10.34                      |
| O time NCIS está sob investigação pelo subsecretário da marinha Corbin Duggan (Jackson Hurst) devido à identificação de um informante no departamento. Com cada passo sendo monitorado, o time investiga um importante caso envolvendo um terrorista sírio. |           |                              |                     |                                      |                         |                            |
| 170 | 2         | "Belly of the Beast"         | Terrence O'Hara     | R. Scott Gemmill                     | 25 de setembro de 2016  | 10.34                      |
| A equipe viaja para a Síria para capturar um alvo de alto valor, mas a missão sai errado quando seu helicóptero é abatido, deixando Kensi gravemente ferida, e o restante da equipe do OPS deve trabalhar em torno de Duggan para garantir que eles saiam vivos. |           |                              |                     |                                      |                         |                            |
| 171 | 3         | "The Queen's Gambit"         | Dennis Smith        | R. Scott Gemmill                     | 2 de outubro de 2016    | 11.39                      |
| O time NCIS investiga um caso de sequestro. Porém, ele conta com dois membros a menos, já que Hetty segue em D.C. para questionamentos, e Kensi permanece em coma na UTI após a missão da Síria. |           |                              |                     |                                      |                         |                            |
| 172 | 4         | "Black Market"               | James Hanlon        | Jordana Lewis Jaffee                 | 16 de outubro de 2016   | 10.89                      |
| Após o envenenamento de um agente de Segurança Nacional, realizado por um notório assassino da Tríade, o time encontra um galpão de bolsas falsificadas e um rastro de dinheiro que leva a fundos roubados do governo. |           |                              |                     |                                      |                         |                            |
| 173 | 5         | "Ghost Gun"                  | Benny Boom          | Kyle Harimoto                        | 23 de outubro de 2016   | 11.40                      |
| Um mecânico da marinha com permissão de alta segurança é assassinado. Anna Kolcheck faz parceria com Callen para investigar. Enquanto isso, Sam ajuda Hetty na sindicâncias. Personagem recorrente: Bar Paly como Anna Kolcheck |           |                              |                     |                                      |                         |                            |
| 174 | 6         | "Home Is Where the Heart Is" | Eric A. Pot         | Joseph C. Wilson                     | 30 de outubro de 2016   | 9.74                       |
| Um homem da manutenção impede um intruso de atacar um tenente-comandante, mas uma sindicância revela seu passado secreto que coloca um adolescente em perigo. Enquanto isso, Sam deve decidir qual o colega levar para um jogo de futebol. Personagem recorrente: Bar Paly como Anna Kolcheck |           |                              |                     |                                      |                         |                            |
| 175 | 7         | "Crazy Train"                | Diana C. Valentine  | Frank Military                       | 6 de novembro de 2016   | 10.26                      |
| Callen entra disfarçado como um paciente em um hospital de saúde mental para procurar um agente da NSA que desapareceu ao rastrear uma célula da ISIS tentando atravessar a fronteira mexicana. |           |                              |                     |                                      |                         |                            |
| 176 | 8         | "Parallel Resistors"         | Eric Laneuville     | Joe Sachs                            | 13 de novembro de 2016  | 12.11                      |
| NCIS investiga quando um estudante de pós-graduação que está desenvolvendo uma arma eletromagnética para a Marinha é atacado. O inquérito revela uma conexão com a guerra internacional. Enquanto isso, Kensi continua a terapia física para tratar sua lesão na coluna. |           |                              |                     |                                      |                         |                            |
| 177 | 9         | "Glasnost"                   | John Peter Kousakis | Andrew Bartels                       | 20 de novembro de 2016  | 10.43                      |
| Garrison, o pai de Callen, é encontrado em um hospital como paciente enquanto a equipe investigava um caso de envenenamento por radiação. Assim, Callen precisa levá-lo para interrogatório. Ao mesmo tempo, o time discute os planos para o Dia de Graças. Personagem recorrente: Daniel J. Travanti como Garrison/Nikita Resnikov |           |                              |                     |                                      |                         |                            |
| 178 | 10        | "Sirens"                     | Jonathan Frakes     | Erin Broadhurst                      | 27 de novembro de 2016  | 11.39                      |
| Após uma assassina desconhecida matar dois homens vestidos de policiais na frente da casa de Callen, o time recebe uma nova pista na atual investigação sobre o informante. Enquanto isso, Nell visita a prisão para entrevistar um condenado que sabe mais a respeito do vazamento de informações dentro do departamento. |           |                              |                     |                                      |                         |                            |
| 179 | 11        | "Tidings We Bring"           | James Hanlon        | Chad Maziero                         | 18 de dezembro de 2016  | 10.37                      |
| Sam se junta a Anna, enquanto Callen firma parceria com Deeks conforme o time investiga o desaparecimento de um comandante da marinha que trabalhava com a NSA em um caso envolvendo ameaças cibernéticas internacionais. Mais tarde, o time celebra as festas de fim de ano juntos. Personagem recorrente: Bar Paly como Anna Kolcheck |           |                              |                     |                                      |                         |                            |
| 180 | 12        | "Kulinda"                    | Tawnia McKiernan    | Kyle Harimoto                        | 8 de janeiro de 2017    | 10.41                      |
| Quando um guarda-costas de um vereador é morto, Sam se infiltra como empregado da empresa de segurança para investigar o crime. Personagens recorrentes: Bar Paly como Anna Kolcheck e Peter Cambor como Nate Getz |           |                              |                     |                                      |                         |                            |
| 181 | 13        | "Hot Water"                  | Dennis Smith        | Anastasia Kousakis                   | 15 de janeiro de 2017   | 8.58                       |
| O Subsecretário Duggan retorna para cobrar a renúncia de Hetty, ao mesmo tempo que Callen, Sam e Deeks são presos por diferentes agências governamentais. Sob custódia, Granger é esfaqueado por um desconhecido. |           |                              |                     |                                      |                         |                            |
| 182 | 14        | "Under Siege"                | Ruba Nadda          | R. Scott Gemmill                     | 29 de janeiro de 2017   | 11.29                      |
| Hetty age por conta própria para identificar o informante, enquanto a equipe tenta se reagrupar. Descobre-se que a CIA é a responsável pelo ataque coordenado contra o OSP. Enquanto isso, Kensi é sequestrada pelo homem em que confiava. Personagem recorrente: Erik Palladino como Agente da CIA Vostanik Sabatino |           |                              |                     |                                      |                         |                            |
| 183 | 15        | "Payback"                    | Terrence O'Hara     | Jordana Lewis Jaffe                  | 19 de fevereiro de 2017 | 8.61                       |
| Enquanto a equipe corre para salvar Kensi de Ferris/Sullivan, eles se descobrem questionando em quem podem realmente confiar, quando velhos conhecidos retornam. Observação: última aparição de Miguel Ferrer. Personagens recorrentes: Erik Palladino como Agente da CIA Vostanik Sabatino, Elizabeth Bogush como Joelle Taylor e John M. Jackson como Almirante aposentado e ex-Juiz Advogado Geral (JAG) Albert Jethro Chegwidden. |           |                              |                     |                                      |                         |                            |
| 184 | 16        | "Old Tricks"                 | Terence Nightingall | Andrew Bartels                       | 5 de março de 2017      | 9.46                       |
| Quando um tenente da Marinha e seu avô são sequestrados de um asilo para idosos, a equipe junta-se ao Serviço Secreto para investigar. Enquanto isso, Callen precisa lidar com as ações de seu pai. Hetty recebe um bilhete de Granger, dizendo que precisa se afastar para "resolver alguns velhos assuntos"; a cena é encerrada com a música Knockin' on Heaven's Door, cantada por Miguel Ferrer e o grupo The Jenerators. Personagens recorrentes: Peter Cambor como Nate Getz, Daniel J. Travanti como Garrison/Nikita Resnikov e India de Beaufort como Alexandra Reynolds |           |                              |                     |                                      |                         |                            |
| 185 | 17        | "Queen Pin"                  | Eric Laneuville     | Joseph C. Wilson                     | 12 de março de 2017     | 9.26                       |
| Sam reassume um antigo disfarce para capturar um chefe do crime; Callen e Anna têm que interromper sua noite romântica para escoltar um prisioneiro de alto valor do Arizona para Los Angeles para interrogatório. Personagem recorrente: Bar Paly como Anna Kolcheck |           |                              |                     |                                      |                         |                            |
| 186 | 18        | "Getaway"                    | Tony Wharmby        | Eric Broadhurst                      | 19 de março de 2017     | 9.10                       |
| Depois que o Departamento do Tesouro dos EUA é hackeado, Nell e Eric agem disfarçados em um retiro de casais para investigar um marido e uma mulher experientes em tecnologia ligados ao crime. Além disso, Dave Flynn, Especialista Forense Digital (Scott Grimes), chega do escritório cibernético do NCIS em San Diego para cobrir a ausência de Eric e Nell. Personagens recorrentes: Bar Paly como Anna Kolcheck e Elizabeth Bogush como Joelle Taylor |           |                              |                     |                                      |                         |                            |
| 187 | 19        | "767"                        | Benny Boom          | Kyle Harimoto                        | 26 de março de 2017     | 11.17                      |
| Depois que um engenheiro em um novo navio da Marinha é morto, Callen e Sam embarcam em um voo para Tóquio para seguir seu colega, que pode ter planos roubados com ele. |           |                              |                     |                                      |                         |                            |
| 188 | 20        | "From Havana with Love"      | Dennis Smith        | Joe Sachs                            | 9 de abril de 2017      | 9.51                       |
| Quando um barman de uma casa noturna cubana acusa sua esposa, consultora da Marinha, de vender informações, Kensi atua disfarçada como dançarina e Deeks como funcionário da casa noturna para investigar. |           |                              |                     |                                      |                         |                            |
| 189 | 21        | "Battle Scars"               | James Withmore Jr.  | Jordana Lewis Jaffe & Andrew Bartels | 23 de abril de 2017     | 9.44                       |
| Ao investigar as atitudes estranhas de um veterano da Marinha, a equipe descobre que dois ex-Almirantes estão fazendo sua própria investigação paralela. Personagens recorrentes: John M. Jackson como Almirante aposentado e ex-Juiz Advogado Geral (JAG) A.J. Chegwidden e James Remar como Almirante aposentado Sterling Bridges |           |                              |                     |                                      |                         |                            |
| 190 | 22        | "Golden Days"                | Ruba Nadda          | Joseph C. Wilson & Lee A. Carlisle   | 30 de abril de 2017     | 9.08                       |
| A equipe trabalha com os antigos colegas de Hetty para recuperar $40 milhões em barras de ouro. Deeks recebe notícias surpreendentes da Detevive Whiting sobre seu caso. Personagens recorrentes: John M. Jackson como Almirante aposentado e ex-Juiz Advogado Geral (JAG) A.J. Chegwidden e James Remar como Almirante aposentado Sterling Bridges |           |                              |                     |                                      |                         |                            |
| 191 | 23        | "Uncaged"                    | Frank Military      | Frank Military                       | 7 de maio de 2017       | 9.06                       |
| A esposa de Sam é sequestrada, e em troca de sua vida os sequestradores exigem a libertação de Tahir Khaled, o maior inimigo de Sam. Personagem recorrente: Aunjanue Ellis como Michelle Hanna |           |                              |                     |                                      |                         |                            |
| 192 | 24        | "Unleashed"                  | John Peter Kousakis | R Scott Gemmill                      | 14 de maio de 2017      | 9.40                       |
| Sam age por conta própria para vingar a morte de sua esposa e acabar com Tahir Khaled de uma vez por todas. Kensi pede Deeks em casamento. |           |                              |                     |                                      |                         |                            |